# Ingmar Persson
Ingmar Persson is een Zweeds hoogleraar filosofie aan de Universiteit van Göteborg.
Persson houdt zich met name bezig met het menselijk bewustzijn en het doel van het menselijk bestaan. In 1993 leverde hij een essay aan het boek Great Ape Project, waarmee het gelijknamige project van start ging.